# Instytut Architektury Tekstyliów Politechniki Łódzkiej
Instytut Architektury Tekstyliów Politechniki Łódzkiej – jedna z jednostek Wydziału Technologii Materiałowych i Wzornictwa Tekstyliów Politechniki Łódzkiej.

## Historia Instytutu
W 1997 roku w wyniku podziału Instytutu Mechanicznej Technologii Włókna powstała Katedra Architektury Tekstyliów. W roku 2003 katedra połączyła się z Katedrą Technologii i Budowy Tkanin, a następnie w styczniu 2005 roku z Katedrą Chemicznej Obróbki Włókna. 1 października 2005 katedra przekształciła się w Instytut Architektury Tekstyliów, w skład którego wchodziły trzy zakłady: Zakład Architektury Tekstyliów, Zakład Chemicznej Obróbki Wyrobów Włókienniczych, Zakład Technologii i Budowy Tkanin. W 2010 roku powstał kolejny Zakład Sztuk Wizualnych.

## Działalność naukowo-badawcza
Główne obszary działalności naukowo-badawczej Instytutu stanowią:
- projektowanie i modelowanie tekstyliów, ich własności, struktur, faktur i formy zewnętrznej,
- aplikacje surowców i innych materiałów włókienniczych,
- technologie i techniki mechanicznej i chemicznej modyfikacji tekstyliów,
- matematyczne, fizyczne, strukturalne analizy i tworzenie modeli obiektów tekstylnych,
- funkcjonalne i kosztowe analizy tekstyliów,
- cyfrowa analiza obrazów tekstyliów,
- analiza i dokumentacja tekstyliów zabytkowych i archeologicznych,
- grafika komputerowa dla potrzeb muzealnictwa,
- transpozycja artystyczna wizji na inżynierski, trwały, użyteczny wyrobów włókienniczy,
- zastosowanie CAD/CAM w projektowaniu tekstyliów,
- biomateriały do zastosowań medycznych,
- problemy w wytwarzaniu polimerowych układów żelowych i układów kompozytowych do zastosowań w radioterapii,
- badania nad pomiarami barwy i ich wykorzystanie do recepturowania farbiarskiego,
- innowacyjne wieloosiowe struktury tkane,
- automatyczna identyfikacja półproduktów i produktów włókienniczych,
- chemiczna obróbka wyrobów włókienniczych oraz konserwacja wyrobów włókienniczych.
- projektowanie i modelowanie przędz fantazyjnych, ich własności oraz formy zewnętrznej.

## Struktura Instytutu
Obecnie w skład Instytutu wchodzą:
- Zakład Historii Wzornictwa i Teorii Projektowania – zajmujący się metodyką i teorią projektowania, historią wzornictwa, metodologią dokumentacji zabytkowych obiektów tekstylnych, projektowaniem tekstyliów i projektowaniem tkaniny unikatowej.
- Zakład Tekstyliów Tkanych – zajmujący się podstawowymi problemami tkactwa, tkanin oraz wyrobów plecionych. Ponadto oprócz optymalizacji struktury i technologii tkanin zakład prowadzi prace badawcze i rozwojowe w zakresie struktur tekstylnych przeznaczonych do wzmacniania kompozytów oraz zastosowań specjalnych.
- Zakład Sztuk Wizualnych – zajmujący się kształceniem ogólnoartystycznym w zakresie malarstwa, rysunku, kompozycji, rzeźby, grafiki warsztatowej, kształceniem projektantów w zakresie wzornictwa przemysłowego, tekstyliów, ubioru, komunikacji wizualnej i grafiki warsztatowej.
- Zakład Odzieżownictwa i Tekstroniki

## Władze Instytutu
- Dyrektor – prof. dr hab. inż. Józef Masajtis
- Zastępca Dyrektora ds. dydaktycznych – prof. dr hab. inż. Marek Snycerski
- Zastępca dyrektora ds. artystycznych – prof. zw. Andrzej Nawrot
- Zastępca Dyrektora ds. naukowych – dr hab. inż. Zbigniew Stempień, prof. PŁ